# Jean-Marie Cleusix
Jean-Marie Cleusix, né en 1957, est un enseignant et ancien fonctionnaire valaisan.
Il est connu pour une affaire de problèmes fiscaux nommée l'Affaire Cleusix. Il a été chef du service de l'enseignement du canton du Valais.
Depuis la rentrée scolaire 2016, il est professeur de philosophie, d'histoire et d'informatique au Lycée-collège de l'Abbaye de Saint-Maurice. Il assume dans le même temps plusieurs mandats pour des établissements du secondaire II.

## Biographie
Jean-Marie Cleusix est né en 1957. Il grandit à Leytron et fit une partie de sa scolarité à l'internat de St-Maurice. Il quitte l'internat pour obtenir un baccalauréat à l’institut St-Joseph de Thonon-les-Bains. Il poursuit ses études à l'Université de Fribourg où il obtient son diplôme.
En 1979, il devient enseignant au Lycée-collège des Creusets à Sion.
En 2007, il devient l'assistant personnel de Claude Roch au sein du département de l'éducation.
En 2011, il prend le poste de secrétaire général du département de l'éducation, la culture et du sport du canton du Valais.
En 2013, il est nommé chef du service de l'enseignement du canton du Valais,,. C'est à ce moment que des problèmes fiscaux avec la commune de Leytron sont dévoilés et crée l'affaire Cleusix,.
En juillet 2016, il quitte son poste de chef du service de l'enseignement pour des raisons médicales. Il est ensuite engagé comme professeur de philosophie au Lycée-collège de l'Abbaye de Saint-Maurice à la rentrée scolaire 2016.

## Affaire Cleusix
À la fin des années 1990, entre 1995 et 1998, Jean-Marie Cleusix a fait recours contre les impôts qui lui étaient demandés. Son opposition s'est retrouvée face à la commission cantonale des contributions où elle a été perdue. Quand elle a été retrouvée, le délai de prescription était échu.
Un mois après la nomination de Jean-Marie Cleusix au poste de chef du service de l'enseignement, le président de Leytron dénonce un « foutage de gueule ». Il argue que nommer une personne à un tel poste alors qu'elle a 78 000 francs suisses d'impôts techniquement impayés est une mauvaise décision.
Lorsque Leytron organise une conférence de presse, Jean-Marie Cleusix y envoie une stagiaire pour enregistrer ce qui y est dit.
Ces éléments conduisent à plusieurs procédures judiciaires et administratives dont la publication d'un rapport de la Commission de gestion du Grand Conseil prouvant l'utilisation des ressources de l'État à des fins privées. Alors que le parlement demande sa suspension, le gouvernement décide de lui imposer un blâme,,.
En juillet 2014, Jean-Marie Cleusix est à nouveau accusé d'avoir enregistré des conversations sans autorisation par l'association des enseignants de la haute école pédagogique qui dépose une plainte administrative. Cette même entité l'accuse également d'avoir favorisé une élève en lui rédigeant ses travaux.
En automne 2015, une partie des impôts prescrits (62 261 francs suisses,) a été volontairement payée par Jean-Marie Cleusix. Il a également versé la totalité du montant encore dû pour les impôts cantonaux et fédéraux pour les années 2010 à 2015,.
En septembre 2016, deux plaintes sont déposées par la Chancellerie d’État pour violation du secret de fonction à la suite de la fuite du rapport de Joël Grau dans la presse.
Le 12 avril 2017, le président de Leytron, est condamné à 50 jours-amende (de 80 francs). Il est jugé coupable de violation du secret de fonction en lien avec la conférence de presse organisée en 2014,.
En avril 2017, la commission de gestion rend son rapport où elle estime que Jean-Marie Cleusix aurait dû être licencié,. Elle regrette que la loi ne l'ai pas permis et suggère des modifications de la loi. La présidente de la commission de gestion du Parlement résume : « Nous sommes choqués que l’on n’ait pas pu procéder au licenciement de Jean-Marie Cleusix, mais, compte tenu de la législation en place, nous comprenons la décision prise de le transférer au collège de Saint-Maurice. Elle est la moins dommageable pour l’État ». La commission de gestion a également rendu public le rapport Spörri qui contient les nombreux griefs à l'encontre de Jean-Marie Cleusix.
Mi-septembre 2017, le président de Leytron, Patrice Martinet, est débouté concernant la plainte pénale pour enregistrement d’une conversation, modification d’un support audio et faux témoignage et annonce qu'il va faire recours au Tribunal fédéral. Concernant la falsification de l'enregistrement, le Tribunal cantonal « juge complète l’expertise qui estime extrêmement faible la probabilité » que le nom « Cleusix » ait été supprimé de l'enregistrement.

## Démission du service de l’enseignement
À la fin juillet 2016, Jean-Marie Cleusix est hospitalisé et quitte son poste de chef du service de l'enseignement pour des raisons de santé,,,,.
Cette démission donne lieu à l'ouverture d'une enquête par une commission interdépartementale dirigée par le chancelier d'État, Philipp Spörri,.
À la fin août, après avoir auditionné Oskar Freysinger, la Commission de gestion du Grand Conseil poursuit les investigations au sujet de cette démission pour obtenir plus d'informations et repousse la date du rendu de ses conclusions,,,. Philipp Spörri indique que l'investigation ne pouvait pas être terminée à temps à cause de l'insuffisance des informations récoltées.
Dès le 1er janvier 2017, c'est Jean-Philippe Lonfat qui reprend le rôle de chef du service de l'enseignement.

## Nomination comme enseignant
En août 2016, Jean-Marie Cleusix est nommé comme enseignant au Lycée-collège de l'Abbaye de Saint-Maurice et au Lycée-collège Spiritus Sanctus de Brigue,. Cette nomination a été négociée pour éviter une procédure judiciaire longue et coûteuse,.
Cette nomination a suscité les oppositions du Parti socialiste du Valais romand (PSVR), du Parti démocrate-chrétien du Valais romand (PDCvr) et du Parti libéral-radical valaisan (PLRVS) qui ont publié un communiqué de presse conjoint à ce sujet,,.
Des enseignants du collège de Saint-Maurice ont également soumis leurs griefs au Département, mais aucun ne s'est exprimé dans les médias à cause d'une directive de 2011 qui leur interdit de le faire sans l'accord du chef de Département,. À travers le président du Forum des parents du collège de l’Abbaye, Yves Niveaux, les parents ont manifesté leur incompréhension face à une nomination tardive alors que l'année scolaire avait déjà commencé.
Une pétition signée par 400 étudiants s'oppose à cette nomination,,,,. Ces étudiants ont indiqué qu'« il paraît contradictoire de recevoir des cours d’éthique et de philosophie politique par un homme qui a fait la une des journaux pour des affaires de fraude ».
Cependant, la rentrée scolaire s'est bien déroulée et les actions de contestations ont été annulées pour apaiser les tensions,.